# Turje (Debarca)
Turje (macedónul: Турје) település Észak-Macedóniában, a Délnyugati körzet Debarcai járásában.

## Népesség
| Lakosok száma | 492  | 493  | 338  | 205  | 87   | 38   | 36   | 17   | 4    |
|               | 1948 | 1953 | 1961 | 1971 | 1981 | 1991 | 1994 | 2002 | 2021 |

2002-ben 17 lakosa volt, akik mindannyian macedónok.